# Levy County
Levy County är ett administrativt område i delstaten Florida, USA, med 40 801 invånare. Den administrativa huvudorten (county seat) är Bronson.
Det har fått sitt namn efter senatorn David Levy Yulee.

## Geografi
Enligt United States Census Bureau så har countyt en total area på 3 658 km². 2 897 km² av den arean är land och 761 km² är vatten.

### Angränsande countyn
- Dixie County, Florida — väst
- Gilchrist County, Florida — nord
- Alachua County, Florida — nordöst
- Marion County, Florida — öst
- Citrus County, Florida — syd